# Mount Wachusett
Mount Wachusett (auch Wachusett Mountain) ist ein 611 m hoher Berg in Zentral-Massachusetts im Worcester County. 
Er stellt die höchste Erhebung in Massachusetts östlich des Connecticut River dar. Aufgrund seiner isolierten Lage spricht man hier von einem sogenannten Monadnock.
Eine Bergstraße führt auf den Gipfel, die zwischen Frühjahr und Herbst geöffnet ist. Auf dem Gipfel steht ein Hotel, das 1874 gemeinsam mit der Bergstraße gebaut wurde und inzwischen in die Jahre gekommen ist.
Es führen eine Reihe von Wanderwegen auf den Gipfel.
Vom Gipfel kann man die Skyline von Boston am Horizont erkennen.
Der Gipfel ist ein populärer Beobachtungspunkt für Hobby-Ornithologen.